# Mart Smeets

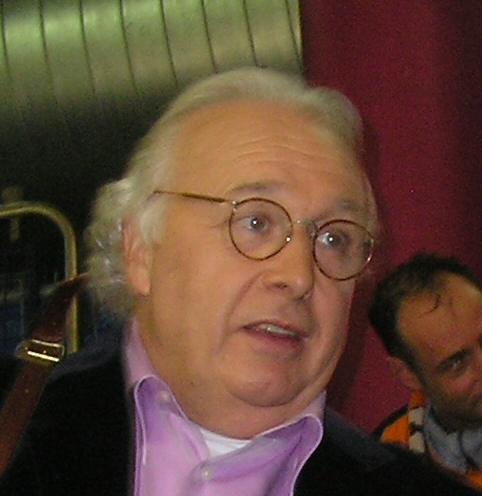
Mart Smeets (2007)

Martinus Jan (Mart) Smeets (* 11. Januar 1947 in Arnhem) ist ein niederländischer Radio- und TV-Moderator, Sportjournalist und -kommentator für das öffentlich rechtliche Fernsehen der Niederlande NOS.

## Biografie
Mart Smeets zog mit seinen Eltern im Alter von sechs Jahren aus seiner Geburtsstadt Arnheim nach Amsterdam, wo er den HBS-Abschluss machte. In seiner Jugend versuchte er sich an einigen Sportarten und blieb beim Basketball hängen. Zehn Jahre lang war er (1,94 Meter groß) professioneller Basketballer bei Levi’s Flamingo’s Haarlem. Er bestritt sechs Länderspiele für die niederländische Basketballnationalmannschaft, aber 1972, als es um die Olympiaqualifikation ging, wurde er für diese nicht mehr nominiert.
Nach einem Unfall beendete Smeets seine Sportlerlaufbahn und trat in den Dienst des Haarlems Dagblads, um später als freier Mitarbeiter für De Tijd, die Haagse Post und de Volkskrant zu schreiben. Von De Tijd wurde er nach München geschickt, um von dort aus über das Olympiaattentat bei den Olympischen Spielen am 5. September 1972 zu berichten. So kam er in Kontakt mit Bob Spaak, einem Verantwortlichen des NOS, wo er ab 1973 als Reporter und später als Moderator der Sendung Studio Sport arbeitete. Er spezialisierte sich auf die Berichterstattung über Eisschnelllauf und Radsport und berichtete von verschiedenen Wettkämpfen. So kam er auch zur Tour de France, als Reporter/Kommentator und Moderator der spät abends gesendeten Sendung De Avondetappe.
Außer seiner Arbeit für die NOS schreibt Smeets seit vielen Jahren wöchentliche Kolumnen u. a. für Sportweek, Trouw, das Haarlems Dagblad und VARAgids. Auch präsentierte er lange Zeit das nächtliche Musikprogramm For the record auf Radio 2.
Am 3. Dezember 2008 vergab die Jury des niederländischen Beeld en Geluid Awards den Gold Award an Mart Smeets. Er erhielt außerdem einen Platz an der gläsernen Wall of Fame im Nederlands Instituut voor Beeld en Geluid in Hilversum. Die Jury, unter Leitung von Peter Römer, nannte Smeets eine „Ikone des niederländischen Sportjournalismus“.
2012 zog er sein Buch De Lance Factor (2011) aus der Nominiertenliste des NS Publieksprijs zurück, nachdem der Bericht der United States Anti-Doping Agency bekannt wurde, der den US-Amerikaner Lance Armstrong des Dopings überführte. Nach eigener Aussage hätte er den eventuell verliehenen Preis nicht in Empfang nehmen: „“ch habe dieses Buch vor drei Jahren aus meiner Wirklichkeit heraus geschrieben. Die Wahrheit hat meine Wirklichkeit inzwischen eingeholt." Als Reaktion darauf erschien im Mai 2013 Gepakt über den Radrennsport und seine Selbstsicht als Sportjournalist nach der Überführung Armstrongs. Nachdem die NOS bekanntgab, ihn nach den Olympischen Spielen 2012 nicht mehr fest einzusetzen, ging Smeets als Basketballkommentator zum niederländischen Bezahlsender Sport1.

## Bibliografie
- Rugnummers en ingevette benen (1990/1994)
- Stoempen, snot en sterven (1991/1994)
- Net echte mensen (1991/1995)
- Kopmannen en waterdragers (1992/)
- Het dream team (1992/)
- Behoorlijk getikt (1993/1997)
- Door naar de volgende ronde (1994/1999)
- Stukken beter (1995/1996)
- Overleven (1996/1998)
- Hoezo bezeten? (1996/1999)
- Opgeruimd (1998/2001)
- De kopgroep (1999/2001)
- Veelbesproken (1999/2002)
- Een lange ontsnapping (1997/2000)
- Een brok in de keel (1997/2000)
- Ik was nooit in Nagano (1998/2001)
- Murfreesboro blues (2000/2002)
- Prikkels (2000/2003)
- Oranje boven! (2000/....)
- Netwerk (2001/2003)
- Kriebels (2001/2003)
- Dertig (2002/2004)
- 100 mannen (2003/2006)
- Sterren (2003/2004)
- Bruisend (2002/2004)
- In Amerika (2004/2008)
- Op koers (2005/2009)
- Zomeravondvertellingen (2004/....)
- Spelen (2004/....) (opnieuw uitgegeven in 2008)
- De Tour van '80 (2005/....)
- Retro (2005/2009)
- Geel (2006/2007)
- Wereldtour (2006/....)
- De Tour wacht op niemand (2007/....) (Uitgegeven bij LJ Veen)
- Helder (2007/....)
- Vuur (2008/....)
- Sportzomerdagboek (2008/....)
- Het laatste geel (2009/....)
- Passie (2009/....)
- De afrekening (2010/....)
- Top (2010/....)
- De Lance Factor (2011/....)
- Prettig verslaafd (2011/....)
- Rond de 40 (2012)
- Dagboek van een sportgek (2012)
- Gepakt (2013)